# The Hand of Nothighness
The Hand of Nothighness (ang. ręka nicości) – dziesiąty album czeskiej grupy Umbrtka. Jest to ponownie nagrane demo z roku 1999. Został wydany w roku 2003.

## Lista utworów
1. "Sorrowful Are The Distant Cries Of Lunar Forest (intro)"
2. "Pečeť smrti / Seal Of Death"
3. "Hrobka v hoře / Mountain Tomb"
4. "Čas se nachýlil / The Time Hath Come"
5. "Ruka Nicoty / The Hand Of Nothingness"
6. "Černý Soumrak / Twilight Black"
7. "Otroci lesa a černého mrazu / Slaves Of The Forest And The Black Frost"
8. "Of Scorched Bloodwings (outro)"